# ویرجینیا، استرالیای جنوبی
ویرجینیا (به انگلیسی: Virginia) یک حومه شهر در استرالیا است که در استرالیای جنوبی واقع شده‌است.